# Сошкина, Елизавета Дмитриевна
Елизавета Дмитриевна Сошкина (1889—1963) — советский геолог и палеонтолог, специалист по девонским и силурийским кораллам, доктор биологических наук (1946), профессор (1948).

## Биография
Родилась 5 (17) октября 1889 года в городе Рязань, Рязанская губерния, в семье мещанина. У неё было два брата и три сестры.

### Образование
В 1909 году окончила Мариинскую женскую гимназию в Рязани, с золотой медалью. Училась у В. П. Екимецкой.
В 1915 году окончила естественное отделение физико-математического факультета Московских Высших женских курсов c дипломом I степени. Продолжила учиться в аспирантуре на кафедре геологии (1916—1918).
Её профессорами были: Чаплыгин, Сергей Алексеевич (директор), Зелинский, Николай Дмитриевич, Вернадский, Владимир Иванович, Мензбир, Михаил Александрович, Сушкин, Пётр Петрович, Кольцов, Николай Константинович, Голенкин, Михаил Ильич, а младшими преподавателями в то время были: Котс, Александр Фёдорович,Намёткин, Сергей Семёнович, Алёхин, Василий Васильевич, Мейер, Константин Игнатьевич, Кречетович, Лев Мельхиседекович, Миссуна, Анна Болеславовна (ассистент), Чернов, Александр Александрович и другие.

### Преподавательская работа
Педагогическую работу начала в 1911 году на Пречистенских курсах для рабочих.
В 1913—1915 годах преподавала естествознание и географию на вечерних общеобразовательных курсах.
В 1915—1922 годах была учителем в московских женских гимназиях Ивановой и Потоцкой.
С 1919 года работала ассистентом кафедры геологии II Московского университета, доцентом (1930—1937).
В 1937—1942 годах преподавала палеонтологию в Московском геологоразведочном институте.

### Научная работа
С 1913 года выезжала в научные экспедиции на Урал.
В 1924—1933 годах работала в экспедициях Геологического комитета и Института по изучению Севера на Северном Урале, под руководством А. А. Чернова. Составила геологические карты Урала и Печорского края (122, 123, 124 листы Геологической карты СССР).
В 1924 году открыла Интинское месторождение каменного угля.
В 1932—1934 годах заведовала Палеонтологическим отделом в Нефтяном геологоразведочном институте.
С 1934 года работала старшим научным сотрудником в Палеонтологической лаборатории ВИМС.
В 1936—1949 годах заведовала отделом беспозвоночных Палеонтологического института АН СССР.
Изучала систематику, эволюцию и экологию палеозойских четырёхлучевых кораллов, на основании теории рекапитуляции. Открыла месторождение нижнепермских углей на реке Большая Инта, изучала огнеупорные глины Уфимского плато, золото Тимана, гидрогеологию Костромской области.
В 1937 году ей была присуждена степень кандидата геолого-минералогических наук (без защиты диссертации).
В 1946 году защитила докторскую диссертацию по теме «Девонские кораллы Урала».
Входила в редколлегию журнала «Основы палеонтологии».

### Последние годы жизни
В 1956 году вышла на пенсию и переехала в Рязань.
Скончалась 4 февраля 1963 года в городе Рязань.

## Награды, звания и премии
- 1945 — Орден «Знак Почета»
- 1953 — Орден Ленина
- Медали

## Членство в организациях
- 1914 — Общество любителей естествознания, антропологии и этнографии
- 1914 — Московское общество испытателей природы
- Всесоюзное палеонтологическое общество
- Всесоюзное минералогическое общество
- Рязанское краеведческое общество
- Костромское краеведческое общество

## Память
- В честь Е. Д. Сошкиной академик Д. В. Наливкин назвал вид брахиопод[какой?].
- Е. Д. Сошкина в Календаре знаменательных и памятных дат Рязанской области[5].